# Steven Buddingh'

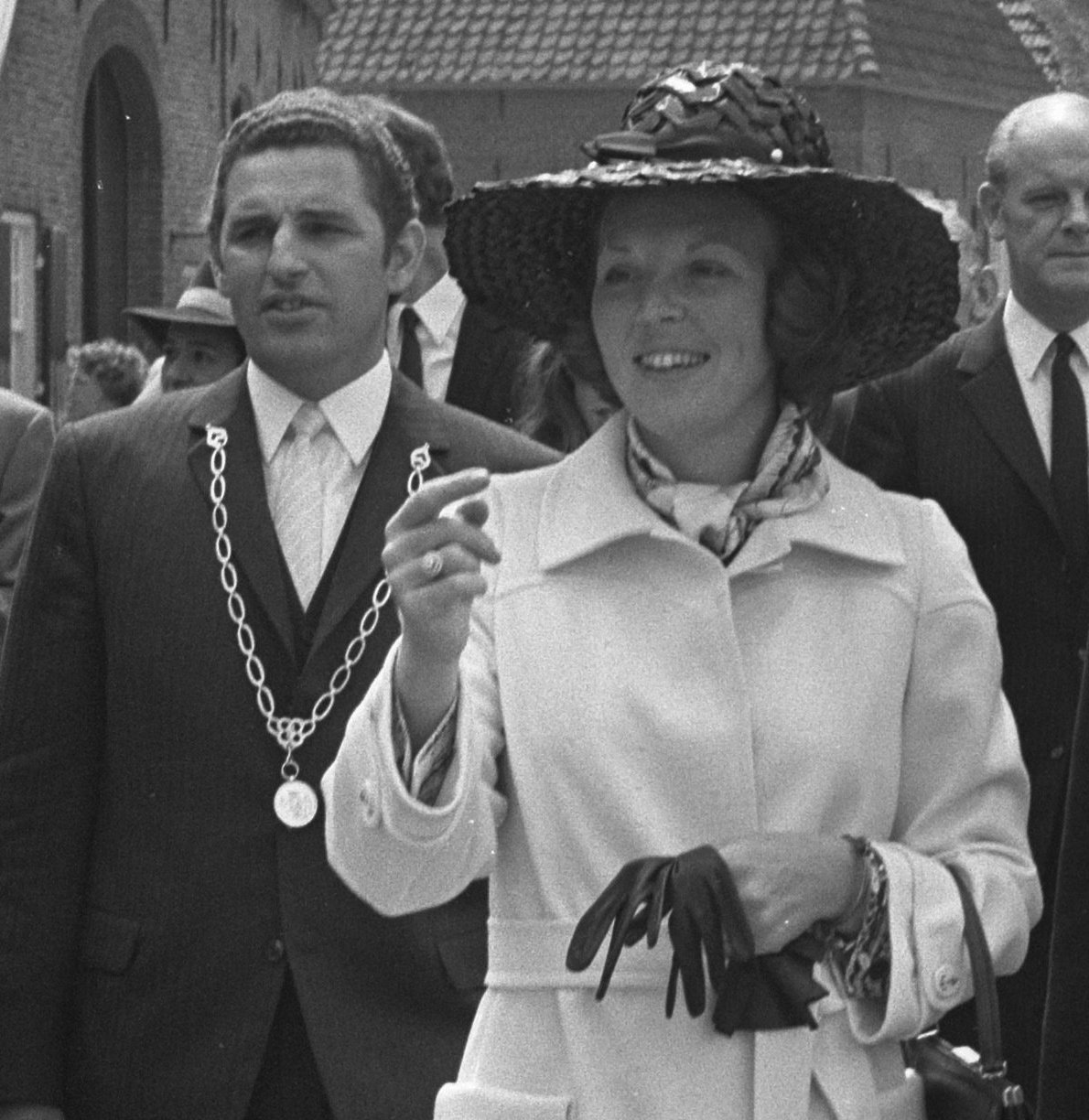
Burgemeester S. Buddingh' met prinses Beatrix (1972)

Steven Buddingh' (Renkum, 3 januari 1935 – Rozendaal, 23 juli 2014) was een Nederlands politicus van de ARP en later het CDA.
Hij heeft gestudeerd aan een kweekschool in Zetten en was leraar aan een vglo (voortgezet gewoon lager onderwijs) in Apeldoorn. In 1958 heeft hij zijn hoofdakte gehaald en vanaf dat jaar tot 1972 was hij werkzaam als leraar en/of adjunct-directeur op de Christelijke LEAO in Wageningen. Daarnaast was hij actief in de lokale politiek. Zo kwam hij in 1966 in de gemeenteraad van Renkum. In 1972 werd Buddingh' benoemd tot burgemeester van Steenderen wat hij zou blijven tot hij in februari 2000 met pensioen ging. Daarnaast was hij van 1986 tot 1988 waarnemend burgemeester van Heteren. Hij werd Ridder in de Orde van Oranje Nassau. Buddingh' overleed midden 2014 op 79-jarige leeftijd.